# Ковальова Ольга Олексіївна
Ольга Олексіївна Ковальова (нар. 1921, місто Новозибков, тепер Брянської області, Російська Федерація — ?) — українська радянська діячка, лікар, головний лікар Луганського міського родильного (пологового) будинку № 1 Луганської області. Депутат Верховної Ради УРСР 7-го скликання.

## Біографія
Народилася у родині селянина. У 1943 році закінчила Московський державний медичний інститут.
У 1943—1944 роках — лікар у місті Загорську Московської області.
З 1944 року — лікар медичних закладів міста Ворошиловграда (Луганська). Працювала викладачем курсів спеціалізації лікарів.
З 1961 року — головний лікар Луганського міського родильного (пологового) будинку № 1 Луганської області.

## Нагороди
- ордени
- медалі